# Чемпіонат Європи з легкої атлетики 1974
Чемпіонат Європи з легкої атлетики 1974 був проведений 2-8 вересня в Римі на Олімпійському стадіоні.
На чемпіонаті було встановлено чотири світові рекорди в жіночих дисциплінах: Рійттою Салін у бігу на 400 метрів (50,14), жіночою збірною НДР в естафетному бігу 4×100 метрів (42,51), Розмарі Вітчас у стрибках у висоту (1,95 м) та Рут Фухс в метанні списа (67,22 м).

## Призери

### Чоловіки
| Дисципліни                | Золото                                                           | Золото            | Срібло                                                                             | Срібло         | Бронза                                                           | Бронза      |
| ------------------------- | ---------------------------------------------------------------- | ----------------- | ---------------------------------------------------------------------------------- | -------------- | ---------------------------------------------------------------- | ----------- |
| 100 метрів                | Валерій Борзов СРСР                                              | 10,27 CR          | П'єтро Меннеа Італія                                                               | 10,34          | Клаус-Дітер Білер ФРН                                            | 10,35       |
| 200 метрів                | П'єтро Меннеа Італія                                             | 20,60             | Манфред Оммер ФРН                                                                  | 20,76          | Ганс-Юрген Бомбах НДР                                            | 20,83       |
| 400 метрів                | Карл Гонц ФРН                                                    | 45,04 CR          | Девід Дженкінс Велика Британія                                                     | 45,67          | Бернд Геррман ФРН                                                | 45,78       |
| 800 метрів                | Лучано Сушань Югославія                                          | 1.44,07 CR NR     | Стів Оветт Велика Британія                                                         | 1.45,76        | Маркку Таскінен Фінляндія                                        | 1.45,79     |
| 1500 метрів               | Клаус-Петер Юстус НДР                                            | 3.40,55           | Том Гансен Данія                                                                   | 3.40,75        | Томас Вессінгхаге ФРН                                            | 3.41,1      |
| 5000 метрів               | Брендан Фостер Велика Британія                                   | 13.17,21 CR       | Манфред Кушман НДР                                                                 | 13.23,93 NR    | Лассе Вірен Фінляндія                                            | 13.24,57    |
| 10000 метрів              | Манфред Кушман НДР                                               | 28.25,75          | Ентоні Сіммонс Велика Британія                                                     | 28.25,79       | Джузеппе Чіндоло Італія                                          | 28.27,05    |
| 110 метрів з бар'єрами    | Ґі Дрю Франція                                                   | 13,40 CR          | Мірослав Водзинський Польща                                                        | 13,67          | Лешек Водзинський Польща                                         | 13,71       |
| 400 метрів з бар'єрами    | Алан Паскоу Велика Британія                                      | 48,82 CR          | Жан-Клод Налле Франція                                                             | 48,94          | Євген Гавриленко СРСР                                            | 49,32       |
| 3000 метрів з перешкодами | Броніслав Маліновський Польща                                    | 8.15,04 CR NR     | Андерс Гердеруд Швеція                                                             | 8.15,41        | Міхаель Карст ФРН                                                | 8.17,91 NR  |
| 4×100 метрів              | Франція Люсьен Сент-Роз Жозеф Арам Брюно Шер'є Домінік Шовело    | 38,69 CR          | Італія Вінченцо Гуеріні Норберто Оліозі Луїджі Бенедетті П'єтро Меннеа             | 38,88          | НДР Манфред Кокот Міхаель Дрезе Ганс-Юрген Бомбах Зігфрід Шенке  | 38,99       |
| 4×400 метрів              | Велика Британія Глен Коен Білл Гартлі Алан Паскоу Девід Дженкінс | 3.03,33           | ФРН Герман Келер Горст-Рюдігер Шлеске Карл Гонц Рольф Циглер Бернд Геррман (забіг) | 3.03,52        | Франція Жан-Клод Налле Роже Веласкес Жак Каретт Франсіс Демартон | 3.04,6      |
|                           |                                                                  |                   |                                                                                    |                |                                                                  |             |
| Марафон                   | Іан Томпсон Велика Британія                                      | 2:13.18,8         | Екхард Лессе НДР                                                                   | 2:14.57,4      | Гастон Рулантс Бельгія                                           | 2:16.29,6   |
| Ходьба 20 кілометрів      | Володимир Голубничий СРСР                                        | 1:29.30,0         | Бернд Канненберг ФРН                                                               | 1:29.38,2      | Роджер Міллс Велика Британія                                     | 1:32.33,8   |
| Ходьба 50 кілометрів      | Крістоф Гене НДР                                                 | 3:59.05,6 CR      | Отто Барч СРСР                                                                     | 4:02.38,8      | Петер Зельцер НДР                                                | 4:04.28,4   |
|                           |                                                                  |                   |                                                                                    |                |                                                                  |             |
| Стрибки у висоту          | Єспер Террінг Данія                                              | 2,25 CR NR        | Кестутіс Шапка СРСР                                                                | 2,25 CR        | Володимир Малий Чехословаччина                                   | 2,19        |
| Стрибки з жердиною        | Володимир Кишкун СРСР                                            | 5,35 CR           | Владислав Козакевич Польща                                                         | 5,35 CR        | Юрій Ісаков СРСР                                                 | 5,30        |
| Стрибки у довжину         | Валерій Підлужний СРСР                                           | 8,12w             | Ненад Стекич Югославія                                                             | 8,05           | Євген Шубін СРСР                                                 | 7,98        |
| Потрійний стрибок         | Віктор Санєєв СРСР                                               | 17,23 CR          | Карол Корбу Румунія                                                                | 16,68          | Анджей Сонтаг Польща                                             | 16,61       |
| Штовхання ядра            | Гартмут Брізенік НДР                                             | 20,50             | Ральф Райхенбах ФРН                                                                | 20,38          | Джефф Кейпс Велика Британія                                      | 20,21       |
| Метання диска             | Пентті Кахма Фінляндія                                           | 63,62             | Людвік Данек Чехословаччина                                                        | 62,76          | Рікі Брух Швеція                                                 | 62,00       |
| Метання молота            | Олексій Спиридонов СРСР                                          | 74,20             | Йохен Заксе НДР                                                                    | 74,00          | Райнхард Таймер НДР                                              | 71,62       |
| Метання списа             | Ганну Сійтонен Фінляндія                                         | 89,58             | Вольфганг Ганіш НДР                                                                | 85,46          | Тер'є Турслунн Норвегія                                          | 83,68       |
|                           |                                                                  |                   |                                                                                    |                |                                                                  |             |
| Десятиборство             | Ришард Сковронек Польща                                          | 8207 CR NR (8230) | Ів Леруа Франція                                                                   | 8146 NR (8144) | Гвідо Крачмер ФРН                                                | 8132 (8108) |

### Жінки
| Дисципліни             | Золото                                                          | Золото         | Срібло                                                                   | Срібло      | Бронза                                                                | Бронза      |
| ---------------------- | --------------------------------------------------------------- | -------------- | ------------------------------------------------------------------------ | ----------- | --------------------------------------------------------------------- | ----------- |
| 100 метрів             | Ірена Шевінська Польща                                          | 11,13 CR NR    | Ренате Штехер НДР                                                        | 11,23       | Андреа Лінч Велика Британія                                           | 11,28       |
| 200 метрів             | Ірена Шевінська Польща                                          | 22,51 CR       | Ренате Штехер НДР                                                        | 22,68       | Мона-Ліса Пурсіайнен Фінляндія                                        | 23,17       |
| 400 метрів             | Рійтта Салін Фінляндія                                          | 50,14 WR CR    | Еллен Штрайдт НДР                                                        | 50,69 NR    | Ріта Вільден ФРН                                                      | 50,88 NR    |
| 800 метрів             | Ліляна Томова Болгарія                                          | 1.58,14 CR     | Гунхільд Гоффмайстер НДР                                                 | 1.58,81 NR  | Маріана Суман Румунія                                                 | 1.59,84     |
| 1500 метрів            | Гунхільд Гоффмайстер НДР                                        | 4.02,25 CR NR  | Ліляна Томова Болгарія                                                   | 4.04,97 NR  | Грете Андерсен Норвегія                                               | 4.05,21 NR  |
| 3000 метрів            | Ніна Гольмен Фінляндія                                          | 8.55,10        | Людмила Брагіна СРСР                                                     | 8.56,09     | Джойс Сміт Велика Британія                                            | 8.57,39     |
| 100 метрів з бар'єрами | Аннелі Ергардт НДР                                              | 12,66 CR       | Аннероз Фідлер НДР                                                       | 12,89       | Тереза Новак Польща                                                   | 12,91       |
| 4×100 метрів           | НДР Доріс Малецькі Ренате Штехер Крістіна Гайніх Бербель Еккерт | 42,51 WR CR    | ФРН Ельфгард Шиттенхельм Аннегрет Кронігер Аннегрет Іррганг Інге Гельтен | 42,75 NR    | Польща Єва Длуголецька Данута Єндреєк Барбара Бакулін Ірена Шевінська | 43,48       |
| 4×400 метрів           | НДР Брігітте Реде Вальтрауд Дітч Ангеліка Гандт Еллен Штрайдт   | 3.25,21 CR     | Фінляндія Маріка Еклунд Мона-Ліса Пурсіайнен Пірйо Вільмі Рійтта Салін   | 3.25,7 NR   | СРСР Інта Клімовіча Інгріда Баркане Надія Ільїна Наталія Соколова     | 3.26,1 NR   |
|                        |                                                                 |                |                                                                          |             |                                                                       |             |
| Стрибки у висоту       | Розмарі Вітчас НДР                                              | 1,95 WR CR     | Мілада Карбанова Чехословаччина                                          | 1,91 NR     | Сара Сімеоні Італія                                                   | 1,89 NR     |
| Стрибки у довжину      | Бруженяк Ілона Угорщина                                         | 6,65 NR        | Єва Шуранова Чехословаччина                                              | 6,60        | Піркко Геленіус Фінляндія                                             | 6,59        |
| Штовхання ядра         | Надія Чижова СРСР                                               | 20,78 CR       | Маріанне Адам НДР                                                        | 20,43       | Гелена Фібінгерова Чехословаччина                                     | 20,33       |
| Метання диска          | Фаїна Мельник СРСР                                              | 69,00 CR       | Арджентіна Меніс Румунія                                                 | 64,62       | Габріела Гінцман НДР                                                  | 62,50       |
| Метання списа          | Рут Фукс НДР                                                    | 67,22 WR CR    | Жаклін Тодтен НДР                                                        | 62,10       | Наташа Урбанчич Югославія                                             | 61,66       |
|                        |                                                                 |                |                                                                          |             |                                                                       |             |
| П'ятиборство           | Надія Ткаченко СРСР                                             | 4776 CR (4826) | Бурглінде Поллак НДР                                                     | 4678 (4698) | Зоя Спасовходська СРСР                                                | 4550 (4560) |

## Медальний залік
| Місце                | Країна               | Золото | Срібло | Бронза | Загалом |
| -------------------- | -------------------- | ------ | ------ | ------ | ------- |
| 1                    | НДР                  | 10     | 12     | 5      | 27      |
| 2                    | СРСР                 | 9      | 3      | 5      | 17      |
| 3                    | Велика Британія      | 4      | 3      | 4      | 11      |
| 4                    | Польща               | 4      | 2      | 4      | 10      |
| 5                    | Фінляндія            | 4      | 1      | 5      | 10      |
| 6                    | Франція              | 2      | 2      | 0      | 4       |
| 7                    | ФРН                  | 1      | 5      | 6      | 12      |
| 8                    | Італія               | 1      | 2      | 2      | 5       |
| 9                    | Югославія            | 1      | 1      | 1      | 3       |
| 10                   | Болгарія             | 1      | 1      | 0      | 2       |
| 10                   | Данія                | 1      | 1      | 0      | 2       |
| 12                   | Угорщина             | 1      | 0      | 0      | 1       |
| 13                   | Чехословаччина       | 0      | 3      | 2      | 5       |
| 14                   | Румунія              | 0      | 2      | 1      | 3       |
| 15                   | Швеція               | 0      | 1      | 1      | 2       |
| 16                   | Норвегія             | 0      | 0      | 2      | 2       |
| 17                   | Бельгія              | 0      | 0      | 1      | 1       |
| Загалом (17 збірних) | Загалом (17 збірних) | 39     | 39     | 39     | 117     |